# إل. سي. ديسارت
إل. سي. ديسارت هو سياسي كندي، ولد في 25 نوفمبر 1898 في Grande-Digue, New Brunswick ‏ في كندا، وتوفي في 8 ديسمبر 1956 في Irishtown, New Brunswick ‏ في كندا. نشط حزبياً في الجمعية الليبرالية لنيو برونزويك ‏. وقد انتخب عضو الجمعية التشريعية لنيو برونزويك ‏.